# WTA Stuttgart
Das WTA Stuttgart (offiziell: Porsche Tennis Grand Prix) ist ein Hallenturnier der WTA, das in der Porsche-Arena und in der Hanns-Martin-Schleyer-Halle ausgetragen wird. Das Tennisturnier, das mit 693.900 US-Dollar Preisgeld zur dritthöchsten Kategorie der WTA Tour gehört, ist Nachfolger des zuvor in Filderstadt ausgetragenen Wettbewerbs und damit eines der traditionsreichsten Turniere der Damentour. Veranstalter ist die Dr. Ing. h.c. F. Porsche AG. Als Turnierdirektor fungiert seit 2005 Markus Günthardt, sportliche Leiterin ist Anke Huber.
→ siehe: WTA Filderstadt

## Geschichte
Im Zuge einer umfassenden Reform der WTA Tour wird der Porsche Tennis Grand Prix in der Porsche-Arena seit 2009 auf Sand (zuvor Hartplatz) und bereits im April ausgetragen.

## Siegerlisten

### Einzel
| Jahr                   | Turniersiegerin                            | Finalgegnerin                              | Ergebnis                                   |
| ---------------------- | ------------------------------------------ | ------------------------------------------ | ------------------------------------------ |
| ↓ Kategorie: Tier II ↓ |                                            |                                            |                                            |
| 2006                   | Nadja Petrowa                              | Tatiana Golovin                            | 6:3, 7:6                                   |
| 2007                   | Justine Henin                              | Tatiana Golovin                            | 2:6, 6:2, 6:1                              |
| 2008                   | Jelena Janković                            | Nadja Petrowa                              | 6:4, 6:3                                   |
| ↓ Kategorie: Premier ↓ |                                            |                                            |                                            |
| 2009                   | Swetlana Kusnezowa                         | Dinara Safina                              | 6:4, 6:3                                   |
| 2010                   | Justine Henin                              | Samantha Stosur                            | 6:4, 2:6, 6:1                              |
| 2011                   | Julia Görges                               | Caroline Wozniacki                         | 7:63, 6:3                                  |
| 2012                   | Marija Scharapowa                          | Wiktoryja Asaranka                         | 6:1, 6:4                                   |
| 2013                   | Marija Scharapowa                          | Li Na                                      | 6:4, 6:3                                   |
| 2014                   | Marija Scharapowa                          | Ana Ivanović                               | 3:6, 6:4, 6:1                              |
| 2015                   | Angelique Kerber                           | Caroline Wozniacki                         | 3:6, 6:1, 7:5                              |
| 2016                   | Angelique Kerber                           | Laura Siegemund                            | 6:4, 6:0                                   |
| 2017                   | Laura Siegemund                            | Kristina Mladenovic                        | 6:1, 2:6, 7:65                             |
| 2018                   | Karolína Plíšková                          | Coco Vandeweghe                            | 7:62, 6:4                                  |
| 2019                   | Petra Kvitová                              | Anett Kontaveit                            | 6:3, 7:62                                  |
| 2020                   | aufgrund der COVID-19-Pandemie ausgefallen | aufgrund der COVID-19-Pandemie ausgefallen | aufgrund der COVID-19-Pandemie ausgefallen |
| ↓ Kategorie: 500 ↓     |                                            |                                            |                                            |
| 2021                   | Ashleigh Barty                             | Aryna Sabalenka                            | 3:6, 6:0, 6:3                              |
| 2022                   | Iga Świątek                                | Aryna Sabalenka                            | 6:2, 6:2                                   |
| 2023                   | Iga Świątek                                | Aryna Sabalenka                            | 6:3, 6:4                                   |
| 2024                   | Jelena Rybakina                            | Marta Kostjuk                              | 6:2, 6:2                                   |
| 2025                   | Jeļena Ostapenko                           | Aryna Sabalenka                            | 6:4, 6:1                                   |

### Doppel
| Jahr                   | Turniersiegerinnen                         | Finalgegnerinnen                            | Ergebnis                                   |
| ---------------------- | ------------------------------------------ | ------------------------------------------- | ------------------------------------------ |
| ↓ Kategorie: Tier II ↓ |                                            |                                             |                                            |
| 2006                   | Lisa Raymond Samantha Stosur               | Cara Black Rennae Stubbs                    | 6:3, 6:4                                   |
| 2007                   | Květa Peschke Rennae Stubbs                | Chan Yung-jan Dinara Safina                 | 6:75, 7:64, [10:2]                         |
| 2008                   | Anna-Lena Grönefeld Patty Schnyder         | Květa Peschke Rennae Stubbs                 | 6:2, 6:4                                   |
| ↓ Kategorie: Premier ↓ |                                            |                                             |                                            |
| 2009                   | Bethanie Mattek Sands Nadja Petrowa        | Gisela Dulko Flavia Pennetta                | 5:7, 6:3, [10:7]                           |
| 2010                   | Gisela Dulko Flavia Pennetta               | Květa Peschke Katarina Srebotnik            | 3:6, 7:63, [10:5]                          |
| 2011                   | Sabine Lisicki Samantha Stosur             | Kristina Barrois Jasmin Wöhr                | 6:1, 7:65                                  |
| 2012                   | Iveta Benešová Barbora Záhlavová-Strýcová  | Julia Görges Anna-Lena Grönefeld            | 6:4, 7:5                                   |
| 2013                   | Mona Barthel Sabine Lisicki                | Bethanie Mattek-Sands Sania Mirza           | 6:4, 7:5                                   |
| 2014                   | Sara Errani Roberta Vinci                  | Cara Black Sania Mirza                      | 6:2, 6:3                                   |
| 2015                   | Bethanie Mattek-Sands Lucie Šafářová       | Caroline Garcia Katarina Srebotnik          | 6:4, 6:3                                   |
| 2016                   | Caroline Garcia Kristina Mladenovic        | Martina Hingis Sania Mirza                  | 2:6, 6:1, [10:6]                           |
| 2017                   | Raquel Atawo Jeļena Ostapenko              | Abigail Spears Katarina Srebotnik           | 6:4, 6:4                                   |
| 2018                   | Raquel Atawo Anna-Lena Grönefeld           | Nicole Melichar Květa Peschke               | 6:4, 6:75, [10:5]                          |
| 2019                   | Mona Barthel Anna-Lena Friedsam            | Anastassija Pawljutschenkowa Lucie Šafářová | 2:6, 6:3, [10:6]                           |
| 2020                   | aufgrund der COVID-19-Pandemie ausgefallen | aufgrund der COVID-19-Pandemie ausgefallen  | aufgrund der COVID-19-Pandemie ausgefallen |
| ↓ Kategorie: 500 ↓     |                                            |                                             |                                            |
| 2021                   | Ashleigh Barty Jennifer Brady              | Desirae Krawczyk Bethanie Mattek-Sands      | 6:4, 5:7, [10:5]                           |
| 2022                   | Desirae Krawczyk Demi Schuurs              | Coco Gauff Zhang Shuai                      | 6:3, 6:4                                   |
| 2023                   | Desirae Krawczyk Demi Schuurs              | Nicole Melichar-Martinez Giuliana Olmos     | 6:4, 6:1                                   |
| 2024                   | Chan Hao-ching Weronika Kudermetowa        | Ulrikke Eikeri Ingrid Neel                  | 4:6, 6:3, [10:2]                           |
| 2025                   | Gabriela Dabrowski Erin Routliffe          | Jekaterina Alexandrowa Zhang Shuai          | 6:3, 6:3                                   |

## Siegerauto
| Jahr | Model                                 |
| ---- | ------------------------------------- |
| 2006 | Porsche 911 Targa 4S                  |
| 2009 | Porsche Boxster S                     |
| 2011 | Porsche 911 Carrera GTS Cabriolet     |
| 2014 | Porsche 911 Targa 4S                  |
| 2016 | Porsche 718 Boxster S                 |
| 2017 | Porsche 911 Carrera GTS Cabriolet     |
| 2018 | Porsche 718 Boxster GTS.              |
| 2019 | Porsche 911 Carrera 4S Cabriolet      |
| 2021 | Porsche Taycan Turbo S Cross Turismo. |
| 2022 | Porsche Taycan GTS Sport Turismo.     |
| 2023 | Porsche Taycan Turbo S Sport Turismo  |
| 2024 | Porsche Taycan 4S Sport Turismo       |
| 2025 | Porsche Macan Turbo                   |

## Preisgeld
Das Gesamtpreisgeld für das WTA 500-Turnier 2025 betrug 1.064.510 US-Dollar.
| Einzel 2024   | Einzel 2024 | Einzel 2024 |
| Runde         | Punkte      | Preisgeld   |
| ------------- | ----------- | ----------- |
| Sieg*         | 500         | 142.600 €   |
| Finale        | 325         | 87.825 €    |
| Halbfinale    | 195         | 51.305 €    |
| Viertelfinale | 108         | 27.040 €    |
| Achtelfinale  | 60          | 13.760 €    |
| Erste Runde   | 1           | 9.828 €     |

* Der Sieger bekommt neben dem Preisgeld den obligatorischen Sportwagen des Titelsponsors.

## Auszeichnungen
In den Jahren 2007, 2008 sowie 2010 bis 2012 und 2014 bis 2017 wurde das Turnier von den Spielerinnen zum beliebtesten Turnier der Kategorie Premier auf der WTA Tour gewählt.